# Camille de Morlhon

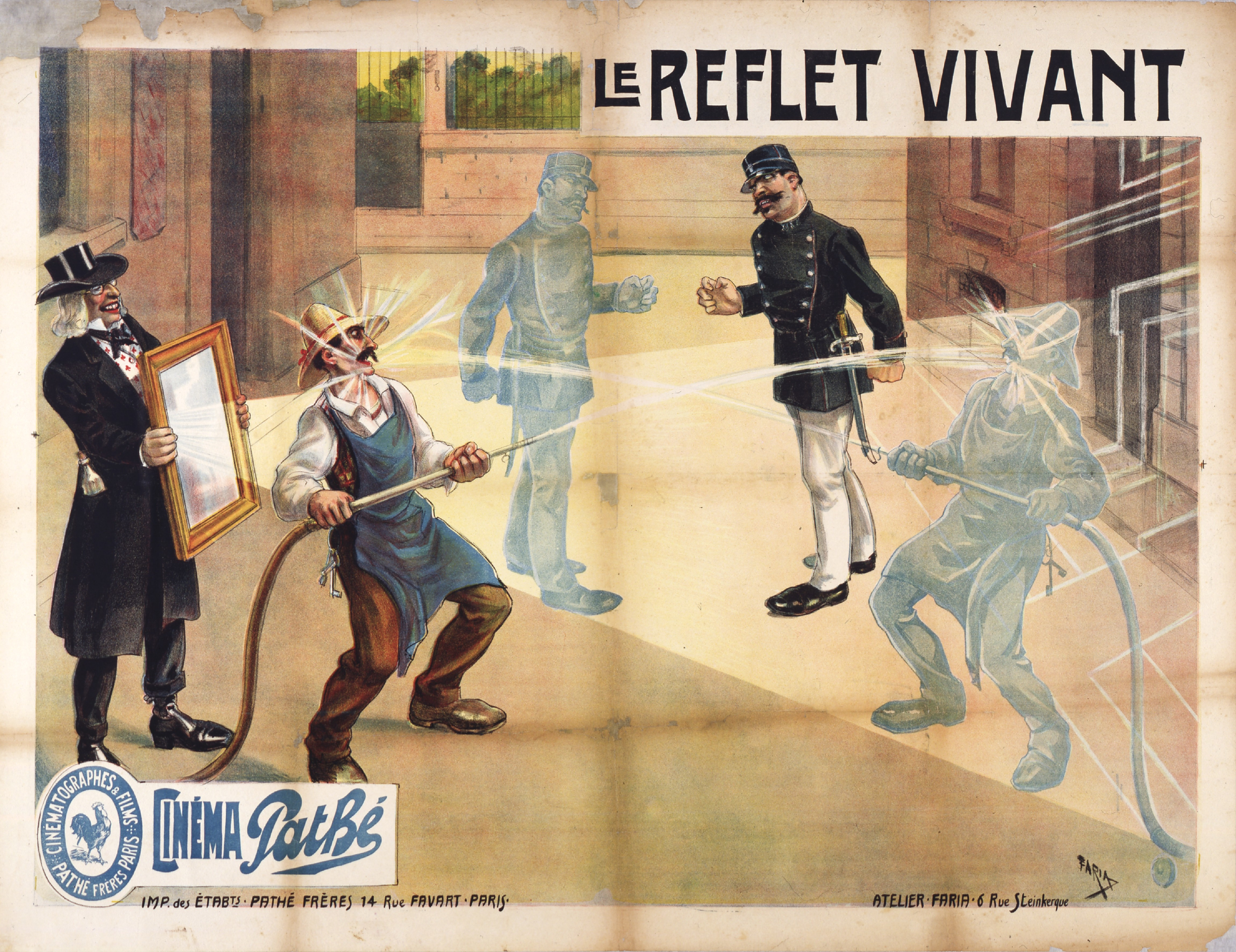
Manifesto da Faria per il film Le reflet vivant, regista Camille de Morlhon, 1908. Collection EYE Film Instituut Nederland.

Camille de Morlhon, nato Louis Camille de la Valette de Morlhon (Parigi, 19 febbraio 1869 – Parigi, 24 novembre 1952), è stato un regista e sceneggiatore francese che lavorò all'epoca del cinema muto.

## Biografia
Camille de Morlhon nacque a Parigi nel 1869 in una famiglia aristocratica. Iniziò a lavorare nel cinema già nel 1907 alla Pathé Frères, scrivendo la sceneggiatura del suo primo film, il cortometraggio Les Reflets vivants di cui firmò anche la regia.
Nella sua carriera, passata in gran parte alla Pathé, diresse circa 140 pellicole, quasi tutti cortometraggi muti. Dopo aver lasciato la regia nel 1923, vi ritornò nel 1931 con il suo ultimo film, Roumanie, terre d'amour, girato in Romania per la Gaumont. Fu anche soggettista e sceneggiatore e il suo nome compare nei credit di quasi un centinaio di film.
Diresse numerosi drammi, molti di taglio storico, ma anche commedie e comiche. Tra gli attori con i quali lavorò, vanno ricordati Max Linder, Stacia Napierkowska, Émile Chautard, Valentine Tessier. In alcuni film da lui diretti, appare come sceneggiatore Abel Gance.

## Filmografia

### Regista
- Les Reflets vivants (1907)
- Un suiveur obstiné (1908)
- Domestique malgré lui (1908)
- Pour l'uniforme (1908)
- Benvenuto Cellini, co-regia Albert Capellani (1908)
- Un tic gênant (1908)
- Par l'enfant (1909)
- Monsieur distrait (1909)
- Mater dolorosa (1909)
- Le Bouquet de violettes (1909)
- La Gueuse (1909)
- La Fiancée du prince (1909)
- La Fiancée du peintre (1909)
- La Doublure (1909)
- La Couronne (1909)
- La Belle Niçoise (1909)
- Coeur de Gavroche (1909)
- Bidachou facteur (1909)
- Bandits mondains (1909)
- À bon chat, bon rat (1909)
- Olivier Cromwell (1909)
- Quand l'amour veut (1909)
- Nous voulons un valet de chambre (1909)
- Mademoiselle Faust (1909)
- Coeur de femme (1909)
- Le Mannequin (1909)
- La Petite Policière (1909)|
- Les Deux Pigeons (1909)
- La Récompense d'une bonne action (1909)
- La Petite Rosse (1909)
- Une leçon de charité (1909)
- Une excursion incohérente (1909)
- Hercule au régiment (1909)
- Un misérable (1910)
- Une aventure secrète de Marie-Antoinette (1910)
- Une amnésie (1910)
- Un coeur d'or (1910)
- Souvenez-vous en (1910)
- Soldat et marquise (1910)
- Sémiramis (1910)
- Paillasse (1910)
- L'Idylle du peintre (1910)
- Les Trois Voleurs (1910)
- Le Fils du pêcheur (1910)
- Le Dévouement d'une soeur
- La locanda rossa (L'Auberge rouge) (1910)
- La Reine Margot (1910)
- L'Anneau d'argent (1910)
- La Lettre (1910)
- La Fille du gardien de phare (1910)
- Fouquet, l'homme au masque de fer (1910)
- Bidouillard assassin (1910)
- 1812
- Le Roman de l'écuyère (1910)
- Conscience de miséreux (1910)
- Le Fer à cheval (1910)
- Je veux mourir! (1910)
- Le Bon Patron (1910)
- Le Subterfuge (1910)
- L'Enfance d'Oliver Twist (1910)
- Jemmy (1910)
- Cagliostro, aventurier, chimiste et magicien, co-regia Gaston Velle (1910)
- Le Tyran de Jérusalem (1910)
- L'Encrier perfectionné (1910)
- Un suiveur tenace (1911)
- Polyeucte (1911)
- Mendiant d'amour (1911)
- L'Histoire d'une rose (1911)
- L'Épreuve (1911)
- Le Noël du chemineau (1911)
- Il fulminato (L'Électrocuté) (1911)
- Le Baume miraculeux (1911)
- La Savelli (1911)
- La Ruse du petit ramoneur (1911)
- La Rançon du roi Jean (1911)
- La Mémoire du coeur (1911)
- La Marchande de roses (1911)
- La Légende du vieux sonneur (1911)
- La Fillette et la poupée (1911)
- L'Affaire du collier de la reine (1911)
- L'Accord parfait (1911)
- Fiancé courageux (1911)
- Madame Tallien (1911)
- Une conspiration sous Henri III (1911)
- Le Testament de l'oncle d'Anselme (1912)
- Britannicus (1912)
- Serment de fumeur (1912)
- Radgrune (1912)
- Les Mains d'Yvonne (1912)
- Cireurs obstinés (1912)
- Le Fils prodigue (1912)
- Pour voir les moukères (1912)
- La Belle Princesse et le marchand (1912)
- Un mariage sous Louis XV (1912)
- La Haine de Fatimeh (1912)
- La Fiancée du spahi  (1912)
- Gorgibus et Sganarelle (1912)
- Une intrigue à la cour d'Henri VIII (1912)
- L'Ambitieuse (1912)
- La Prière de l'enfant (1912)
- Vengeance kabyle (1912)
- Une brute humaine (1913)
- L'Infamie d'un autre (1913)
- Le Secret de l'orpheline (1913)
- En mission (1913)
- L'Usurier (1913)
- Don Quichotte (1913)
- La Broyeuse de coeurs (1913)
- La Calomnie
- Les Fleurs de Toneso (1913)
- L'Escarpolette tragique (1913)
- Vingt ans de haine (1914)
- Le Roman du tzigane (1914)
- La Vieillesse du père Moreux (1914)
- Sacrifice surhumain (1914)
- La Marchande de fleurs (1915)
- Sous l'uniforme (1915)
- Le Faux Père (1915)
- Les Effluves funestes (1916)
- Coeur de Gavroche (1916)
- Fille d'artiste (1916)
- Le Secret de Geneviève (1916)
- Maryse (1917)
- L'Orage (1917)
- Miséricorde (1917)
- Simone (1918)
- Y'a plus d'enfants (1918)
- L'Expiation (1918)
- L'Impasse Messidor (1919)
- Éliane
- L'Ibis bleu (1919)
- Fille du peuple (1920)
- Fabienne (1920)
- Une fleur dans les ronces (1921)
- Tote (1923)
- Roumanie, terre d'amour (1931)

### Sceneggiatore (parziale)
- Les Reflets vivants, regia di Camille de Morlhon (1907)

- Un suiveur obstiné, regia di Camille de Morlhon (1908)
- Domestique malgré lui, regia di Camille de Morlhon (1908)
- Pour l'uniforme, regia di Camille de Morlhon (1908)

- La Doublure, regia di Camille de Morlhon (1909)
- La Couronne, regia di Camille de Morlhon (1909)
- La Belle Niçoise, regia di Camille de Morlhon (1909)

- Nous voulons un valet de chambre, regia di Camille de Morlhon (1909)

- Une excursion incohérente, regia di Camille de Morlhon (1909)
- Hercule au régiment, regia di Camille de Morlhon (1909)
- Une aventure secrète de Marie-Antoinette, regia di Camille de Morlhon (1910)

- Paillasse, regia di Camille de Morlhon (1910)

- La Fille du gardien de phare, regia di Camille de Morlhon (1910)
- Bidouillard assassin, regia di Camille de Morlhon (1910)

- Le Fer à cheval, regia di Camille de Morlhon (1910)

- La Mémoire du coeur, regia di Camille de Morlhon (1911)
- La Légende du vieux sonneur, regia di Camille de Morlhon (1911)
- La Fillette et la poupée, regia di Camille de Morlhon (1911)

- Madame Tallien, regia di Camille de Morlhon (1911)

- Une conspiration sous Henri III, regia di Camille de Morlhon (1911)
- Le Testament de l'oncle d'Anselme, regia di Camille de Morlhon (1912)
- Britannicus, regia di Camille de Morlhon (1912)
- Serment de fumeur, regia di Camille de Morlhon (1912)
- Les Mains d'Yvonne, regia di Camille de Morlhon (1912)
- Cireurs obstinés, regia di Camille de Morlhon (1912)

- Le Secret de Geneviève, regia di Camille de Morlhon (1916)

- Y'a plus d'enfants, regia di Camille de Morlhon (1918)

- L'Ibis bleu, regia di Camille de Morlhon (1919)